# Most 6. listopada
Most 6. listopada, Listopadski most odnosno Šestolistopadski most (arapski: كوبري السادس من أكتوبر) je cestovni most u egipatskoj prijestolnici Kairu. Dugačak je ukupno 22 kilometra i na dva mjesta premošćuje rijeku Nil spajajući središte Kaira na zapadu sa zračnom lukom na krajnjem istoku grada.

## Opis
Naziv nosi prema nadnevku 6. listopada na koji je 1973., za vrijeme Jomkipurskog rata, započela vojna operacija "Badr" egipatske vojske, koja je prelazeći Sueski kanal pobijedila izraelske vojne postrojbe. Najduži je most u Egiptu i na cijelom afričkom kontinentu.
Prosječna širina mosta iznosi između 18 i 35 metara. Građen je pretežito od betona i čelika te pojačan kabelima.
Cjelokupna izgradnja mosta egipatsku vladu stajala je približno 900 milijuna egipatskih funta.
Tijekom Egipatske revolucije 2011. na mostu su se održavali prosvjedi i politički mitinzi Mubarakovih pristaša, ali i njegovih protivnika.

## Vanjske poveznice
|  | Zajednički poslužitelj ima još gradiva o temi Most 6. listopada |